# Timothy Weah
Timothy Tarpeh Weah (sinh ngày 22 tháng 2 năm 2000) là một cầu thủ bóng đá chuyên nghiệp người Mỹ hiện đang thi đấu ở vị trí tiền đạo cánh cho câu lạc bộ Juventus ở Serie A và đội tuyển quốc gia Hoa Kỳ.
Anh là con trai của huyền thoại George Weah, cựu cầu thủ bóng đá chuyên nghiệp, người từng giành chiến thắng giải thưởng Ballon d'Or năm 1995 và từng đảm nhiện chức vụ Tổng thống Liberia.

## Đầu đời và gia đình
Weah sinh ngày 22 tháng 2 năm 2000 tại Brooklyn, New York, có bố là George Weah (lúc này đang là cầu thủ bóng đá chuyên nghiệp) và mẹ là người Jamaica tên Clar Weah. Geogre Weah đã đắc cử làm tổng thống thứ 25 của Liberia vào năm 2018, sau khi phục vụ tại Thượng viện Liberia.
Anh có hai người anh trai là George Jr. và Tita. Weah đã dành quãng thời gian thơ ấu của mình lớn lên ở Brooklyn, Valley Stream, New York và Pembroke Pines, Florida. Weah thông thạo tiếng Anh và tiếng Pháp, cũng như thích sản xuất nhạc trap soul. Anh là bạn thân với cầu thủ bóng đá Tyler Adams. Anh họ của Weah, Kyle Duncan, là một cầu thủ bóng đá chuyên nghiệp cho New York Red Bulls trong Major League Soccer. Một người anh em họ khác, Patrick Weah, đã được Minnesota United ký hợp đồng tham gia chương trình đào tạo của đội bóng vào năm 2021 khi mới 17 tuổi.

## Sự nghiệp câu lạc bộ

### Sự nghiệp ban đầu
Weah được cha dạy chơi bóng ở Florida cho West Pines United, trước khi chuyển về New York và gia nhập Câu lạc bộ bóng đá Rosedale ở Queens, New York, do bác anh làm chủ. Weah thi đấu ba mùa giải với Gottschee tại Học viện Phát triển Bóng đá Hoa Kỳ, và được chuyển đến Học viện Red Bulls New York năm 2013. Anh thử việc với đội bóng Chelsea ở tuổi 13. Weah chuyển đến Pháp năm 2014 để gia nhập Học viện Paris Saint-Germain. Trong lần đầu thi đấu cho đội bóng của học viện, anh đã ghi một hat-trick trong chiến thắng 8–1 cho PSG trước Ludogorets Razgrad của Bulgaria tại UEFA Youth League.

### Paris Saint-Germain
Ngày 3 tháng 7 năm 2017, Timothy Weah ký hợp đồng chuyên nghiệp ba năm với câu lạc bộ Paris Saint-Germain ở Pháp mà cha anh đã thi đấu vào những năm 1990. Anh trải qua phần lớn mùa giải với đội dự bị ở Championnat National 2 và U-19 ở UEFA Youth League.
Weah được lên đội hình chính cho trận đấu gặp Troyes AC tại Ligue 1 vào ngày 3 tháng 3 năm 2018, trong khi tiền đạo đá chính của đội bóng anh được nghỉ cho trận đấu sắp tới ở Champions League. Anh vào sân thay người ở phút thứ 79 của trận đấu và có cơ hội ghi bàn ở phút bù giờ những đã bị thủ môn Troyes cản phá. Weah có trận ra mắt cho Paris Saint-Germain trong trận hòa 0–0 trước SM Caen vào ngày cuối của mùa giải Ligue 1. Weah ghi bàn thắng đầu tiên cho PSG trong chiến thắng 4–0 trước A.S. Monaco tại Siêu cúp bóng đá Pháp ngày 4 tháng 8 năm 2018. Anh ghi bàn thắng đầu tiên một tuần sau đó trong trận mở màn mùa giải của câu lạc bộ, chiến thắng 3–0 trước đội bóng Caen.

#### Celtic
Weah đã gia nhập đội bóng Celtic ở Scotland theo bản hợp đồng cho mượn có thời hạn 6 tháng vào ngày 7 tháng 1 năm 2019, và nói rằng anh "yêu" câu lạc bộ này. Anh có trận ra mắt ngày 19 tháng 1 khi vào sân thay cho Scott Sinclair ở phút thứ 69 trong trận đấu gặp Airdrieonians trên sân nhà ở vòng 4 Cúp Scotland và ghi bàn thắng trong chiến thắng cách biệt 3–0. Tháng 2 năm 2019, Weah được đưa vào đội hình tham dự Europa League của Celtic. Anh đã giành chức vô địch Scottish Premiership và tiến vào chung kết cúp Scotland. Thời gian hợp đồng cho mượn của Weah ở Celtic bị đội bóng chấm dứt sớm vào tháng 5 năm 2019 sau khi anh được lên đội tuyển Hoa Kỳ để tham dự World Cup U20, khiến anh bỏ lỡ trận chung kết Cúp Scotland.

### Lille

#### Mùa giải 2019-20
Ngày 29 tháng 6 năm 2019, Weah ký hợp đồng với Lille có thời hạn 5 năm, kể từ ngày 1 tháng 7. Anh có trận ra mắt vào ngày 11 tháng 8, bắt chính trong chiến thắng 2–1 trên sân nhà trước Nantes. Anh thi đấu 68 phút trước khi rời sân thay thế bởi Yusuf Yazıcı. Weah đã có ba lần ra sân cho Lille trong suốt mùa giải 2019–20, tuy nhiên, anh phải bỏ lỡ phần lớn mùa giải do bị chấn thương; Weah từng bị hai chấn thương gân khoeo khiến anh không thể thi đấu phần lớn mùa giải ở Ligue 1: chấn thương đầu tiên xảy ra trong trận đấu gặp Amiens SC, khiến anh phải nghỉ thi đấu trong 6 tháng; chấn thương thứ hai xảy ra trong trận đấu của anh trở lại với đội bóng gặp Olympique de Marseille.

#### Mùa giải 2020-21

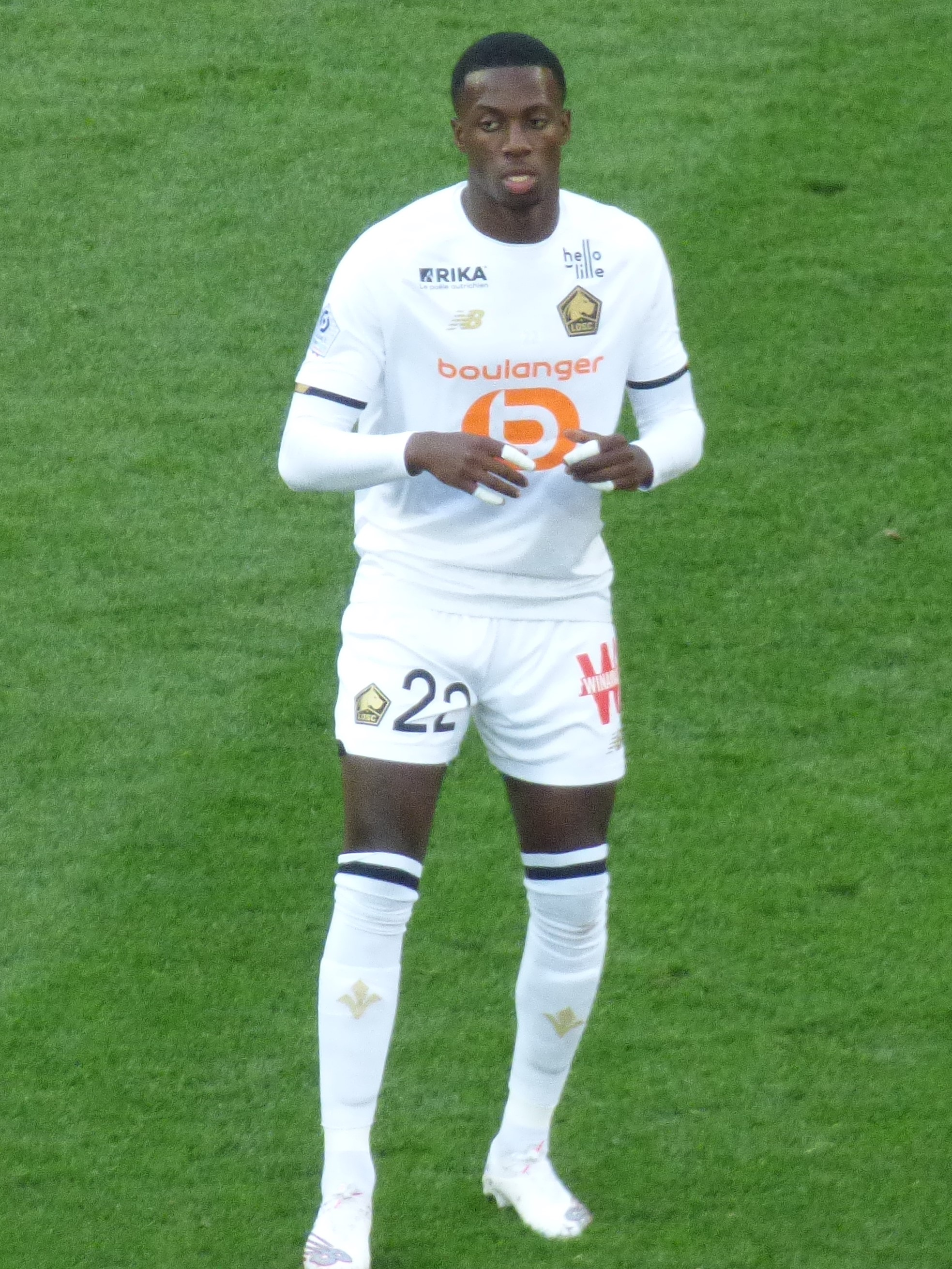
Weah thi đấu cho Lille năm 2021

Weah đã trở lại sau chấn thương trong trận đấu thứ hai của Lille tại mùa giải 2020–21 Ligue 1. Anh vào sân ở phút 79 của trận đấu gặp Burak Yılmaz tại Stade de Reims và thi đấu trong 16 phút. Vào ngày thi đấu tiếp của Europa League, Weah đá chính và ghi bàn đầu tiên cho đội bóng trong trận thua 3–2 trước đội bóng cũ Celtic. Ngày 16 tháng 12 năm 2020, anh vào sân thay người trong trận đấu gặp Dijon FCO và ghi bàn thắng đầu tiên cho Lillie ở Ligue 1, mang về chiến thắng 2–0.

## Sự nghiệp quốc tế
Weah đủ điều kiện để đại diện cho Pháp, Jamaica và Liberia, thông qua cư trú và quốc tịch của cha mẹ anh. Weah nói rằng quyết định đại diện cho Hoa Kỳ của anh "không khó chút nào" và dựa trên tình yêu đối với đất nước và các đồng đội của anh. Anh được cho là đã từ chối lời đề nghị từ Liên đoàn bóng đá Pháp để tham gia sự nghiệp bóng đá quốc gia Pháp.
Weah có trận ra mắt chính thức cho đội tuyển quốc gia Hoa Kỳ trong trận giao hữu chiến thắng 1–0 trước Paraguay vào ngày 27 tháng 3 năm 2018, bước vào trận đấu với tư cách là người thay thế Marky Delgado ở phút thứ 86. Anh là cầu thủ sinh năm 2000 đầu tiên được khoác áo tuyển quốc gia Hoa Kỳ. Trong trận giao hữu gặp Bolivia vào ngày 28 tháng 5 năm 2018, Weah ghi bàn thắng quốc tế đầu tiên và trở thành cầu thủ trẻ thứ tư ghi bàn cho Hoa Kỳ, trước Josh Sargent, là người đã ghi bàn đầu tiên trong trận đấu.

## Thống kê sự nghiệp

### Câu lạc bộ
Tính đến 25 tháng 5 năm 2024
| Câu lạc bộ             | Mùa giải            | Giải đấu             | Giải đấu | Giải đấu | Cúp Quốc gia | Cúp Quốc gia | Châu lục | Châu lục | Khác | Khác | Tổng cộng | Tổng cộng |
| Câu lạc bộ             | Mùa giải            | Hạng                 | Trận     | Bàn      | Trận         | Bàn          | Trận     | Bàn      | Trận | Bàn  | Trận      | Bàn       |
| ---------------------- | ------------------- | -------------------- | -------- | -------- | ------------ | ------------ | -------- | -------- | ---- | ---- | --------- | --------- |
| Paris Saint-Germain II | 2017–18             | CFA                  | 12       | 2        | –            | –            | –        | –        | –    | –    | 12        | 2         |
| Paris Saint-Germain II | 2018–19             | CFA                  | 3        | 2        | –            | –            | –        | –        | –    | –    | 3         | 2         |
| Paris Saint-Germain II | Tổng cộng           | Tổng cộng            | 15       | 4        | –            | –            | –        | –        | –    | –    | 15        | 4         |
| Paris Saint-Germain    | 2017–18             | Ligue 1              | 3        | 0        | –            | –            | –        | –        | –    | –    | 3         | 0         |
| Paris Saint-Germain    | 2018–19             | Ligue 1              | 2        | 1        | –            | –            | –        | –        | 1    | 1    | 3         | 2         |
| Paris Saint-Germain    | Tổng cộng           | Tổng cộng            | 5        | 1        | –            | –            | –        | –        | 1    | 1    | 6         | 2         |
| Celtic (mượn)          | 2018–19             | Scottish Premiership | 13       | 3        | 3            | 1            | 1        | 0        | –    | –    | 17        | 4         |
| Lille                  | 2019–20             | Ligue 1              | 3        | 0        | –            | –            | –        | –        | –    | –    | 3         | 0         |
| Lille                  | 2020–21             | Ligue 1              | 28       | 3        | 3            | 0            | 6        | 2        | –    | –    | 37        | 5         |
| Lille                  | 2021–22             | Ligue 1              | 29       | 3        | 0            | 0            | 5        | 0        | 1    | 0    | 35        | 3         |
| Lille                  | 2022–23             | Ligue 1              | 29       | 0        | 3            | 0            | –        | –        | –    | –    | 32        | 0         |
| Lille                  | Tổng cộng           | Tổng cộng            | 89       | 6        | 6            | 0            | 11       | 2        | 1    | 0    | 107       | 8         |
| Juventus               | 2023–24             | Serie A              | 30       | 0        | 5            | 1            | –        | –        | –    | –    | 35        | 1         |
| Tổng cộng sự nghiệp    | Tổng cộng sự nghiệp | Tổng cộng sự nghiệp  | 153      | 14       | 14           | 2            | 12       | 2        | 2    | 1    | 181       | 19        |

1. ↑  Cúp Scotland và Cúp bóng đá Pháp
2. 1 2  Ra sân tại Trophée des Champions
3. 1 2  Ra sân tại UEFA Europa League
4. ↑  Ra sân tại UEFA Champions League

### Đội tuyển quốc gia
Tính đến 11 tháng 6 năm 2024
| Đội tuyển quốc gia | Năm       | Trận | Bàn |
| ------------------ | --------- | ---- | --- |
| Hoa Kỳ             |           |      |     |
| 2018               | 8         | 1    |     |
| 2019               | 0         | 0    |     |
| 2020               | 2         | 0    |     |
| 2021               | 8         | 1    |     |
| 2022               | 11        | 2    |     |
| 2023               | 6         | 1    |     |
| 2024               | 4         | 1    |     |
| Tổng cộng          | Tổng cộng | 39   | 6   |

| STT | Ngày                      | Địa điểm                                     | Đối thủ    | Bàn thắng | Kết quả | Giải đấu                      |
| --- | ------------------------- | -------------------------------------------- | ---------- | --------- | ------- | ----------------------------- |
| 1   | Ngày 28 tháng 5 năm 2018  | Sân vận động Talen Energy, Chester, Hoa Kỳ   | Bolivia    | 3–0       | 3–0     | Giao hữu                      |
| 2   | Ngày 16 tháng 11 năm 2021 | Sân vận động Độc lập, Kingston, Jamaica      | Jamaica    | 1–0       | 1–1     | Vòng loại FIFA World Cup 2022 |
| 3   | Ngày 1 tháng 6 năm 2022   | Sân vận động TQL, Cincinnati, Hoa Kỳ         | Maroc      | 2–0       | 3–0     | Giao hữu                      |
| 4   | Ngày 21 tháng 11 năm 2022 | Sân vận động Ahmed bin Ali, Al Rayyan, Qatar | Wales      | 1–0       | 1–1     | FIFA World Cup 2022           |
| 5   | Ngày 5 tháng 9 năm 2023   | CityPark, St. Louis, Hoa Kỳ                  | Uzbekistan | 1–0       | 3–0     | Giao hữu                      |
| 6   | Ngày 8 tháng 6 năm 2024   | Commanders Field, Landover, Hoa Kỳ           | Colombia   | 1–2       | 1–5     | Giao hữu                      |

## Danh hiệu
Paris Saint-Germain
- Ligue 1: 2017–18,[32] 2018–19[46]
- Trophée des Champions: 2018[32]

Celtic
- Scottish Premiership: 2018–19[32]
- Scottish Cup: 2018–19[32]

Lille
- Ligue 1: 2020–21[46]
- Trophée des Champions: 2021[47]

Juventus
- Coppa Italia: 2023–24[48]

U-17 Hoa Kỳ
- CONCACAF U-17 Championship á quân: 2017[49][50]

Hoa Kỳ
- CONCACAF Nations League: 2019–20,[51] 2022–23,[52] 2023–24